# Imani Jacqueline Brown
Imani Jacqueline Brown (Nueva Orleans, 1988) es una investigadora y artista estadounidense. Fue artista de la Bienal Whitney de 2017. En 2017 fue residente de U-jazdowski en Varsovia. Utiliza su investigación para ahondar más en el activismo a través de su interés en los delitos económicos, sociales y ambientales del extractivismo.

## Biografía
Se graduó en la Universidad de Columbia y Goldsmiths, Universidad de Londres. Es miembro de Forensic Architecture.
Brown participa en las siguientes organizaciones/instituciones: Open Society Foundations, Fossil Free Fest (FFF), Forensic Architecture, Royal College of Art y Occupy Museums.

### Open Society Foundations - Investigadora
Fue investigadora de Open Society Foundations en 2019. Ella continúa enfocándose en sus intereses, que incluyen la lucha contra la desigualdad económica creada por el uso excesivo de combustibles fósiles. Estudia esta inequidad a través de técnicas de mapeo que ha aprendido como estudiante.

### Fossil Free Fest  - Fundadora, Directora Artística
El Fossil Free Fest (FFF) es un festival que brinda un espacio seguro para discutir cuánto de las necesidades actuales se financian con fondos de quienes extraen combustibles fósiles. Brown cree que "dar" ejerce presión sobre la sociedad, ya que estas corporaciones están tomando del medio ambiente; sin embargo, están retribuyendo a la sociedad. Esta forma de "caridad" es controvertida y es exactamente la razón por la que Brown creó el Fossil Free Fest (FFF). En 2019, Brown recibió la beca AFIELD por su trabajo. Además, Brown dirige este Fest como parte de Antenna.

### Forensic Architecture - Becaria de Desigualdad Económica
La arquitectura forense estudia y evalúa cuestiones de derechos humanos en todo el mundo. Como socia de Desigualdad Económica, algunos de sus ejemplos de investigación son la brutalidad policial, la producción de combustibles fósiles y el poder empresarial injusto. A través de su investigación, Brown revela las desigualdades presentes en la sociedad. Su trabajo más reciente, Police Brutality at the Black Lives Matter Protests, explora la violencia que la policía ha creado en las protestas de Black Lives Matter. Además, impulsa la necesidad de cambios para marcar una diferencia en las desigualdades presentes en la sociedad.  

### Royal College of Art - Programa de Arquitectura Medioambiental
El departamento de Brown, Arquitectura Ambiental en el Royal College of Art, se centra en gran medida en cómo los sistemas ambientales, de vida y terrestres se conectan entre sí. Debido a esto, Brown continúa su viaje para comprender el beneficio continuo de las corporaciones a través de la extracción de combustibles fósiles. Como profesora invitada, Brown estudia y discute cómo el extractivismo muestra la verdad de la sociedad estadounidense. Esta "verdad" es la ganancia capitalista continua que se crea mediante la extracción de recursos naturales. Ella señala que sus estudios se realizan a través de su "investigación de acción pública".

### Occupy Museums - Miembro
Occupy Museums es una acumulación de artistas que forman parte del movimiento Occupy Wall Street. Brown ha trabajado con otros artistas en Debtfair (un proyecto compartido). Este proyecto demuestra el impacto de las finanzas en el arte de un artista.

## Proyectos pasados
En el pasado de Brown, ella fue parte de Blights Out y Antenna.

### Blights Out - Cofundadora
Brown cofundó Blights Out. Blights Out es una acumulación de activistas, arquitectos y artistas que quieren un cambio con el desarrollo de viviendas y el desplazamiento. Este grupo quiere mostrar la realidad y el impacto de la gentrificación. Eventualmente, Brown participó en varios proyectos dentro de la organización. Estos proyectos incluyeron: 1731-2001, The Living Glossary, Blights Out for Mayor y Blights Out for President.

### Antenna - Directora de programas
Antenna es una organización que ayuda activamente a escritores y artistas en el área de Nueva Orleans, LA. Así es como la organización pretende mantener viva la cultura de la ciudad de Nueva Orleans. Como directora de programas fundó el Fuel Free Fest (FFF).

## Vida personal
Brown ha desarrollado un interés en la fotografía cinematográfica.